# Championnat de Suisse de baseball 2005
Le Championnat de Suisse de baseball Ligue nationale A 2005 a réuni 7 équipes et a vu les Cardinals Bern gagner le titre national. 

## Classement saison régulière
- 1Sissach Frogs
- 2Zürich Challengers
- 3Zürich Barracudas
- 4Bern Cardinals
- 5Therwil Flyers
- 6Jona Bandits
- 7Reussbühl Eagles

## Qualification pour les phases finales
- 1 Sissach Frogs
- 2 Bern Cardinals
- 3 Zürich Barracudas
- 4 Zürich Challengers
- 5 Therwil Flyers

## Play down
- 1 Reussbühl Eagles
- 2 Lausanne Indians
- 3 Zürich Barracudas
- 4 Wil Devils
- 5 Jona Bandits

L'équipe des Jona Bandits descend en LNB. Montée des Lausanne Indians et des Wil Devils.

## Classement final
- 1.  Bern Cardinals
- 2.  Zürich Challengers
- 3.  Sissach Frogs
- 4.  Zürich Barracudas
- 5.  Therwil Flyers
- 6.  Reussbühl Eagles
- 7.  Jona Bandits

## Phases finales
- - Demi-finales :
- Zürich Challengers - Sissach Frogs: 2 victoire à 0.
- Bern Cardinals - Zürich Barracudas: 2 victoires à 1.

- Finale :

Bern Cardinals - Zürich Challengers 3 victoires à 0.